# Kreuzkarspitze

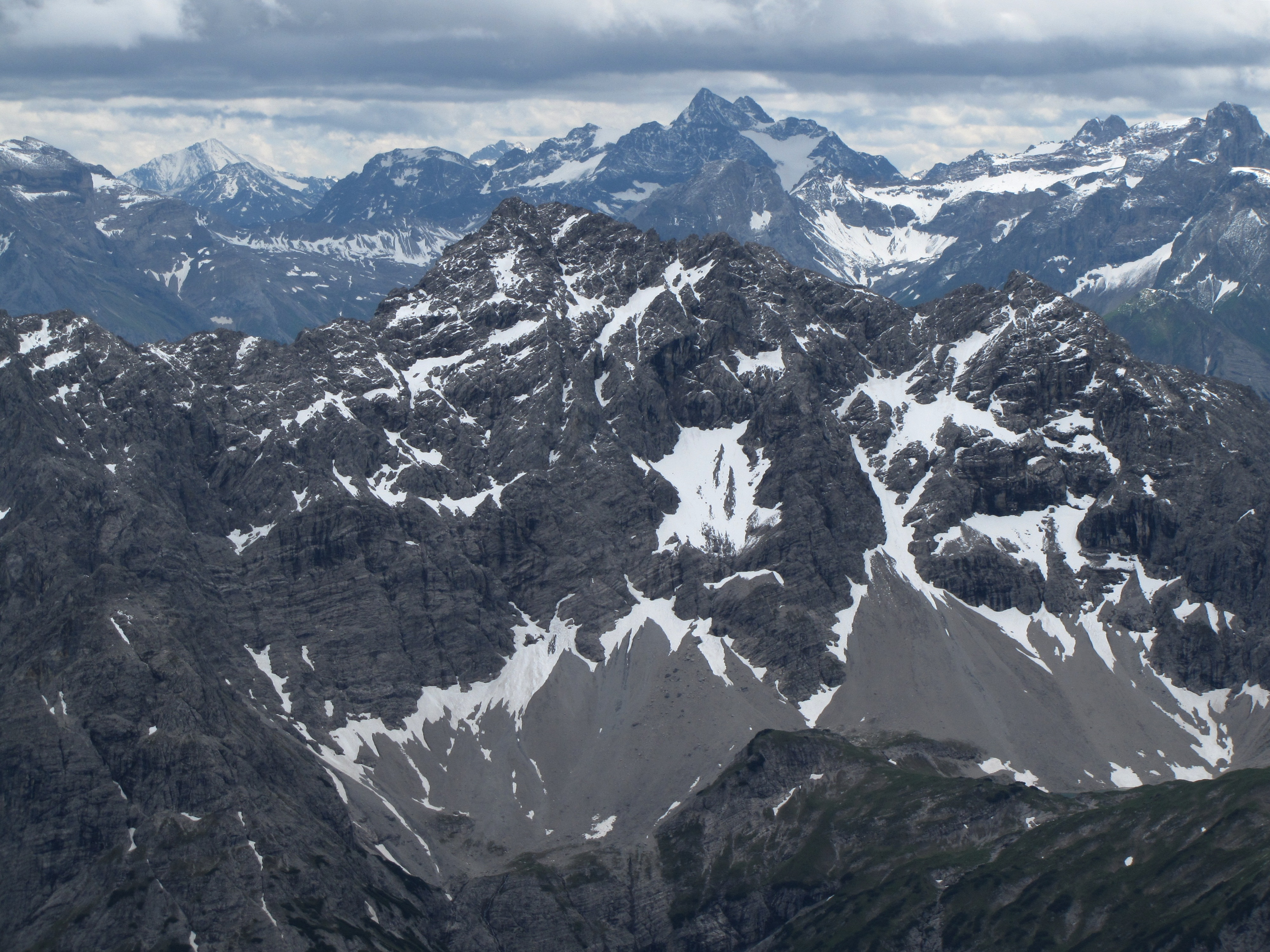
Nordansicht vom Hochvogel (2592 m)

Die Kreuzkarspitze ist ein 2587 Meter hoher österreichischer Berg in der Hornbachkette der Allgäuer Alpen.

## Lage und Umgebung
Die Kreuzkarspitze liegt im österreichischen Bundesland Tirol. Über den Gipfel verläuft die Grenze der Gemeindegebiete von Elbigenalp im Süden und Hinterhornbach im Norden. 
Der Berg erhebt sich in der Hornbachkette, die nach Süden durch das Lechtal und nach Norden durch das Hornbachtal begrenzt ist. Der Ostgrat ist zur Noppenspitze (2594 m) hin eingeschartet (2458 m), der Referenzpunkt für die Schartenhöhe, die somit 129 Meter beträgt. Auch für die Dominanz dient die Noppenspitze als Referenz, sie beträgt 1,2 Kilometer. Zwischen den beiden Gipfeln liegt das Noppenkar. Dieses wird durch den langen Südgrat der Kreuzkarspitze vom Balschtekar getrennt. Vom Westgrat der Kreuzkarspitze erhebt sich noch die Balschtespitze (2499 m), bevor sich die Hornbachkette zur Schöneggerscharte (2257 m) absenkt. Im Norden liegt das Kreuzkar.
Vom Südgrat erheben sich die Söllerköpfe (2402 m), er geht im weiteren Verlauf über den Balschtesattel (2226 m) zur Rotwand (2262 m) über. In der Nordflanke befindet sich ein kleiner, unbenannter Gletscher und am Fuße des Kreuzkars liegt der Kreuzkarsee (1983 m).

## Geologie
Die Kreuzkarspitze ist aus dem brüchigen Hauptdolomit aufgebaut.

## Namensherkunft
Der Name des Berges leitet sich von dem Kar im Norden ab. Dessen Benennung mit Kreuz ist nicht abschließend belegt. Da die Bauern aus dem Lechtal auch Weiden im Hornbachtal nutzten, musste sie die Hornbachkette überwinden, was über die Schöneggerscharte möglich war. In deren Nähe wurde vermutlich als Schutz- oder Vertrauenszeichen ein Kreuz errichtet. Eine für 1775 belegte Creuzspitze könnte der Schreierkopf sein.

## Erschließungsgeschichte
Erstmals bestiegen wurde die Kreuzkarspitze im Jahr 1892 durch Chr. Wolff auf dem heutigen Normalweg. Durch die Nordwand kletterten 1899 zum ersten Mal von Cube und seine unbekannten Begleiter. Den Weg vom Noppenkar auf den Südgrat stieg im Jahr 1900 W. Lossen. Die Begehung von Ost- und Westgrat gelang ebenfalls 1900 v. Cube und A. Schulze.

## Besteigung

### Normalweg
Stützpunkt für die nicht markierte Besteigung der Kreuzkarspitze ist die Hermann-von-Barth-Hütte (2129 m). Von ihr führt der Enzensperger-Weg (Weg 435) nach Osten hinüber ins Balschtekar. Von dort geht es hinauf in die Einschartung (2348 m) zwischen Kreuzkarspitze und Nördlichem Söllerkopf, ab hier dem Südgrat folgend zum Gipfel. Die Schlüsselstelle der Tour bildet eine Kante vor dem westlichen Vorgipfel, die Kletterei im I. Grad erfordert. Ansonsten sind für die Besteigung Schwindelfreiheit und Trittsicherheit nötig.

### Klettern
Neben dem relativ einfachen Normalweg gibt es auch Kletterrouten an der Kreuzkarspitze. Im III. Schwierigkeitsgrad sind die Ostflanke und -grat sowie der Westgrat. Im IV. Grad bewegt sich der Kletterer in der Nordwand.